# Zhuque-3
Zhuque-3 o ZQ-3 (del chino : 朱雀二号, pinyin) es un lanzador chino pesado parcialmente reutilizable desarrollado por la empresa china LandSpace, cuyo primer vuelo está previsto para 2025, siendo además una alternativa nacional al Larga Marcha CZ.

## Antecedentes
LandSpace es una de las más de una docena de nuevas empresas chinas, como iSpace y OneSpace, que ingresaron al mercado de lanzamientos comerciales a mediados de la década de 2010. Fue el primero en intentar poner en órbita un satélite en septiembre de 2018 con su vehículo de lanzamiento Zhuque-1 utilizando etapas de combustible sólido suministrado por el fabricante nacional CASC. Tras el fracaso de este vuelo, desarrolló completamente, incluidos los motores, el cohete Zhuque-2, un lanzador mucho más ambicioso  con capacidad para poner 6 toneladas en órbita baja terrestre. El primer vuelo orbital exitoso de Zhuque-2 tuvo lugar en 2023, convirtiéndose así en el primer cohete operativo del mundo en utilizar metano líquido como propelente. Los planes de la compañía evolucionaron hacia el objetivo de desarrollar un lanzador parcialmente reutilizable, Zhuque-3, para 2025, capaz de poner en órbita más de 20 toneladas, basándose en la arquitectura del lanzador Falcon 9 de SpaceX. Landspace tiene anunciado un precio de lanzamiento por kilogramo en órbita baja de 2.800 dólares estadounidenses y una frecuencia de lanzamiento al menos mensual a partir de 2026.

## Características técnicas
Zhuque-3 es un cohete con estructura de acero inoxidable de dos etapas de 76,6 metros de altura y 4,5 metros de diámetro. Su peso al despegue es de 660 toneladas. Su primera etapa, que es reutilizable hasta 20 veces, está propulsada por 9 motores cohete de propulsor líquido Tianque 12B, los cuales queman una mezcla de metano líquido y oxígeno líquido. Estos motores desarrollados por LandSpace son una versión mejorada del motor de cohete utilizado por el vehículo de lanzamiento Zhuque-2. La fuerza de empuje en el despegue hace un total de 900 toneladas. La segunda etapa está propulsada por un motor cohete Tianque 15B. El lanzador puede poner en órbita baja hasta 21,3 toneladas en su versión no reutilizable, 18,3 toneladas cuando la primera etapa se recupera en una barcaza en el mar y 12,5 toneladas si se quiere recuperar la primera etapa en la misma plataforma de lanzamiento. Al igual que el lanzador de SpaceX, la primera etapa se guía en su regreso al suelo mediante flaps regulables además de con su propulsión y aterrizando en posición vertical con la ayuda de un tren de aterrizaje desplegado poco antes de llegar al suelo.

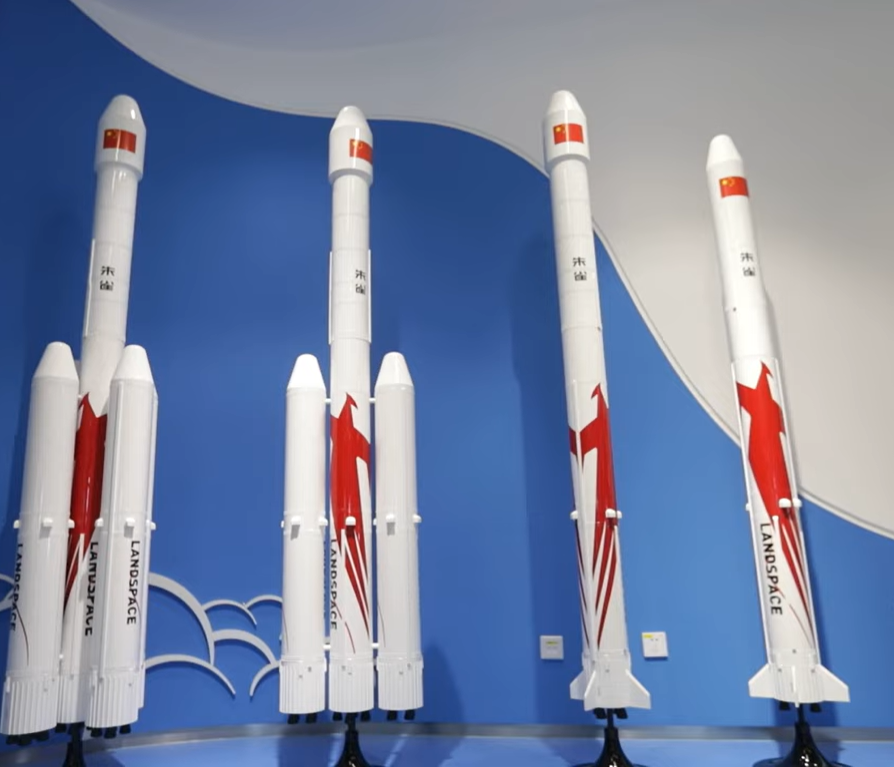
Familia de lanzadores modelo Zhuque proyectados por LandSpace.

En septiembre de 2024 un prototipo del Zhuque-3 fue puesto a prueba desde el Centro de Lanzamiento de Satélites de Jiuquan, haciendo un vuelo de 10 kilómetros tras el cual volvió a aterrizar con éxito, verificando la puesta en marcha de varias tecnologías claves para este tipo de cohetes chinos reutilizables.